# Vivartia
Vivartia és una empresa grega de producció de menjars que engloba diverses marques. És la 35a empresa europea més gran. Es va formar per la fusió de Delta Holding SA i Mechelany International SA. Aquesta fusió va ser el resultat d'un procés dirigit per Justin Jenk, el llavors director general de Delta Holding, Spyridon Theodoropoulos, accionista majoritari de Chipita i Dimitrios Daskalopoulos, accionista majoritari de Delta. L'entitat resultant de la fusió va ser el major grup alimentari de Grècia. El principal accionista de Vivartia era la família Daskalopoulos fins a una quota de 76,89%, quan va ser venuda al Grup d'Inversió Marfin.
Avui en dia, Vivartia té 27 divisions, 13.500 empleats i presència comercial en 30 estats, amb una facturació estimada de 1.300 milions d'euros el 2006.